# Jessica Zelinka
Jessica Zelinka (ur. 3 września 1981 w London w prowincji Ontario) – kanadyjska lekkoatletka, wieloboistka.

## Osiągnięcia
- złoto igrzysk panamerykańskich (Rio de Janeiro 2007)
- 5. miejsce podczas igrzysk olimpijskich (Pekin 2008) (po dyskwalifikacji srebrnej medalistki Ludmyły Błonśkiej z Ukrainy).
- srebro igrzysk Wspólnoty Narodów (Nowe Delhi 2010)
- srebro igrzysk Wspólnoty Narodów (Glasgow 2014)

## Rekordy życiowe
- siedmiobój lekkoatletyczny – 6599 pkt. (2012) do 2014 rekord Kanady
- pięciobój lekkoatletyczny(hala) – 4386 pkt. (2007)
- bieg na 100 metrów przez płotki – 12,65 (2012)
- bieg na 60 metrów przez płotki (hala) – 8,02 (2014)